# 141 Specjalny Pułk Zmotoryzowany im. Achmata Kadyrowa
141 Specjalny Pułk Zmotoryzowany im. Bohatera Federacji Rosyjskiej Achmata-Chadży Kadyrowa (ros. 141-й специальный моторизованный полк имени Героя Российской Федерации Ахмата-Хаджи Кадырова; także: jednostka wojskowa nr 4156, Pułk „Siewier”, Pułk A.-Ch. Kadyrowa; potocznie „kadyrowcy”) – pułk w składzie 46 Samodzielnej Brygady Operacyjnego Przeznaczenia Okręgu Północnokaukaskiego Wojsk Gwardii Narodowej Federacji Rosyjskiej, stacjonujący w Groznym w Republice Czeczeńskiej.
Pułk powstał na bazie 248 Samodzielnego Batalionu Zmotoryzowanego „Siewier”, sformowanego 29 marca 2006 roku. Od grudnia 2017 roku dowódcą jednostki był gen. mjr Magomied Tuszajew. Pułk na co dzień pełni funkcję ochrony osobistej Szefa Republiki Czeczeńskiej Ramzana Kadyrowa.

## Historia

### 248 SBZ „Siewier”
Szef Republiki Czeczeńskiej Ramzan Kadyrow powiedział o Pułku „Siewier” w 2021 roku: „Jednostka, u której początków stał pierwszy Prezydent Republiki Czeczeńskiej, Bohater Federacji Rosyjskiej Achmat-Chadżi Kadyrow, jest najlepiej przygotowaną do walki w systemie Federalnej Służby Wojsk Gwardii Narodowej Federacji Rosyjskiej. Od momentu utworzenia pułk wykonał ponad tysiąc operacji specjalnych, podczas których została ukrócona nielegalna działalność setek zorganizowanych grup przestępczych”. „Kadyrowcami” początkowo nazywano członków założonej przez R. Kadyrowa Służby Bezpieczeństwa Szefa Republiki Czeczeńskiej, za czasów rządów jego ojca, A. Kadyrowa. Termin ten jest również używany na określenie przedstawicieli wszystkich struktur siłowych na terytorium Republiki Czeczeńskiej znajdujących się pod bezpośrednim zwierzchnictwem obecnego Szefa Republiki Czeczeńskiej R. Kadyrowa.
Pułk datuje początek swojej historii na 29 maja 2006 roku, kiedy to na terenie Republiki Czeczeńskiej na mocy zarządzenia Ministra Spraw Wewnętrznych Federacji Rosyjskiej został sformowany i wszedł do służby bojowej 248 Specjalny Batalion Zmotoryzowany „Siewier” Wojsk Wewnętrznych Ministerstwa Spraw Wewnętrznych Rosji, który organizacyjnie stał się częścią 46 Samodzielnej Brygady Operacyjnego Przeznaczenia Okręgu Północnokaukaskiego dowództwa regionalnego WW MSW Rosji. W oddziale, nazywanym potocznie „kadyrowcami”, zostali przyjęci na służbę byli pracownicy Służby Bezpieczeństwa Prezydenta Republiki Czeczeńskiej A. Kadyrowa. Batalion składał się z trzech kompanii patrolowych, kompanii rozpoznawczej oraz plutonu medycznego, łączności i logistyki. Jednostka początkowo składała się wyłącznie z żołnierzy odbywających kontraktową służbę wojskową.
Dowódcą batalionu „Siewier” (od 2010 roku – 141 Specjalnego Pułku Zmotoryzowanego) do 2015 roku był Alibiek Delimchanow.

### 141 SPZ po 2009
W 2009 roku 248 SBZ „Siewier” został przekształcony w 141 Specjalny Pułk Zmotoryzowany, a od jesieni 2010 roku zaczął być obsadzany również przez poborowych.
Dekretem prezydenta Federacji Rosyjskiej Dmitrija Miedwiediewa z dnia 10 sierpnia 2011 roku „za masowy heroizm i odwagę, wytrwałość i męstwo okazane przez personel pułku w operacjach wojskowych w celu ochrony Ojczyzny i interesów państwa w warunkach konfliktu zbrojnego, jak i uznając jej zasługi w czasach pokoju”, 141 Specjalny Pułk Zmotoryzowany Wojsk Wewnętrznych MSW Rosji otrzymał honorowy tytuł „Imienia Bohatera Federacji Rosyjskiej Achmata-Chadży Kadyrowa”.
W 2015 roku pułk liczył 700 żołnierzy. A. Delimchanow został zastąpiony na stanowisku dowódcy przez Rachmana Abdułkadirowa. Do 2016 roku na obszarze Groznego, w którym rozmieszczony jest pułk, wybudowano duży meczet, w pełni wyposażoną halę sportową, stołówkę, klub, przedszkole, koszary i budynki mieszkalne, w których mieszkają wojskowi z rodzinami.
W 2017 roku R. Abdułkadirow został usunięty ze stanowiska za systematyczne wyłudzanie pieniędzy od swoich podwładnych, a później został również oskarżony o zabójstwo trzech kobiet. 20 grudnia 2017 roku na jego miejsce powołano Magomieda Tuszajewa.
W 2021 roku w pułku służyło 712 żołnierzy kontraktowych i 75 poborowych; 6 żołnierzy jest uprawnionych do noszenia bordowego beretu.

### Udział w operacji wojskowej w Syrii
Od kwietnia 2018 roku pułk brał udział w rosyjskiej interwencji zbrojnej w Syrii. Za udział w operacji syryjskiej dowódca pułku M. Tuszajew został odznaczony Medalem Orderu „Za Zasługi dla Ojczyzny” II stopnia z mieczami.

### Udział w rosyjskiej inwazji na Ukrainę

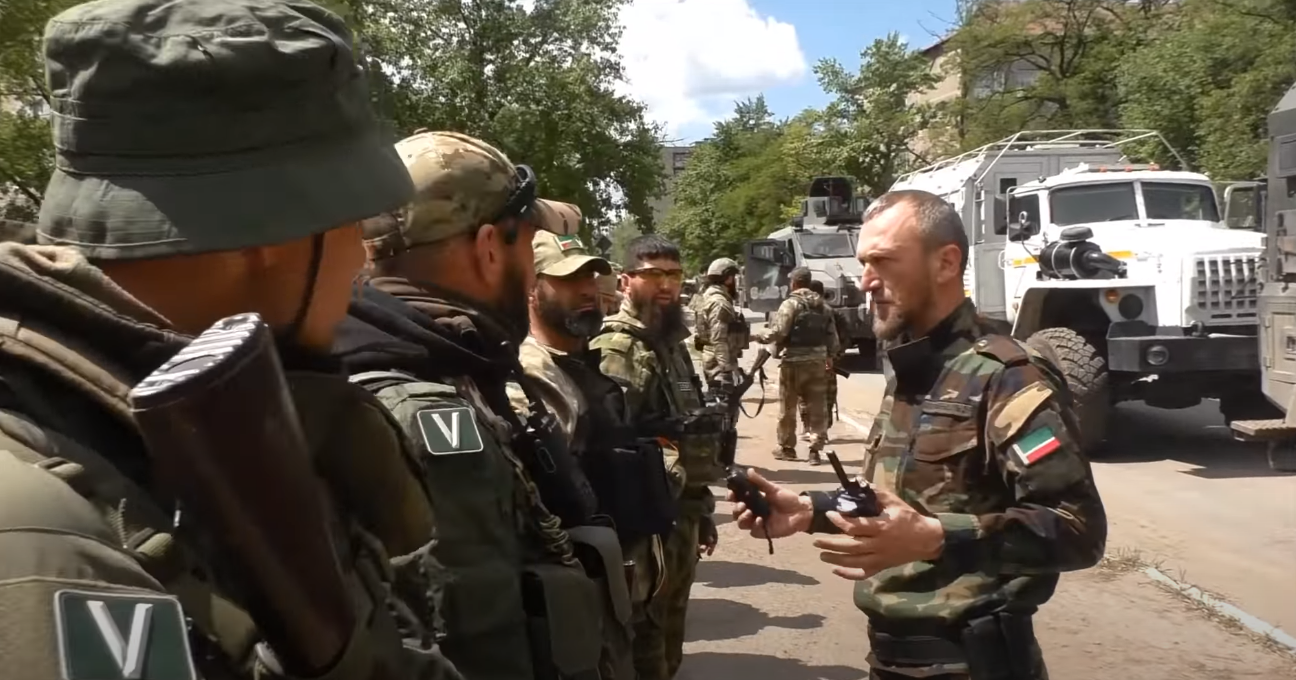
Kadyrowcy w Donbasie, czerwiec 2022

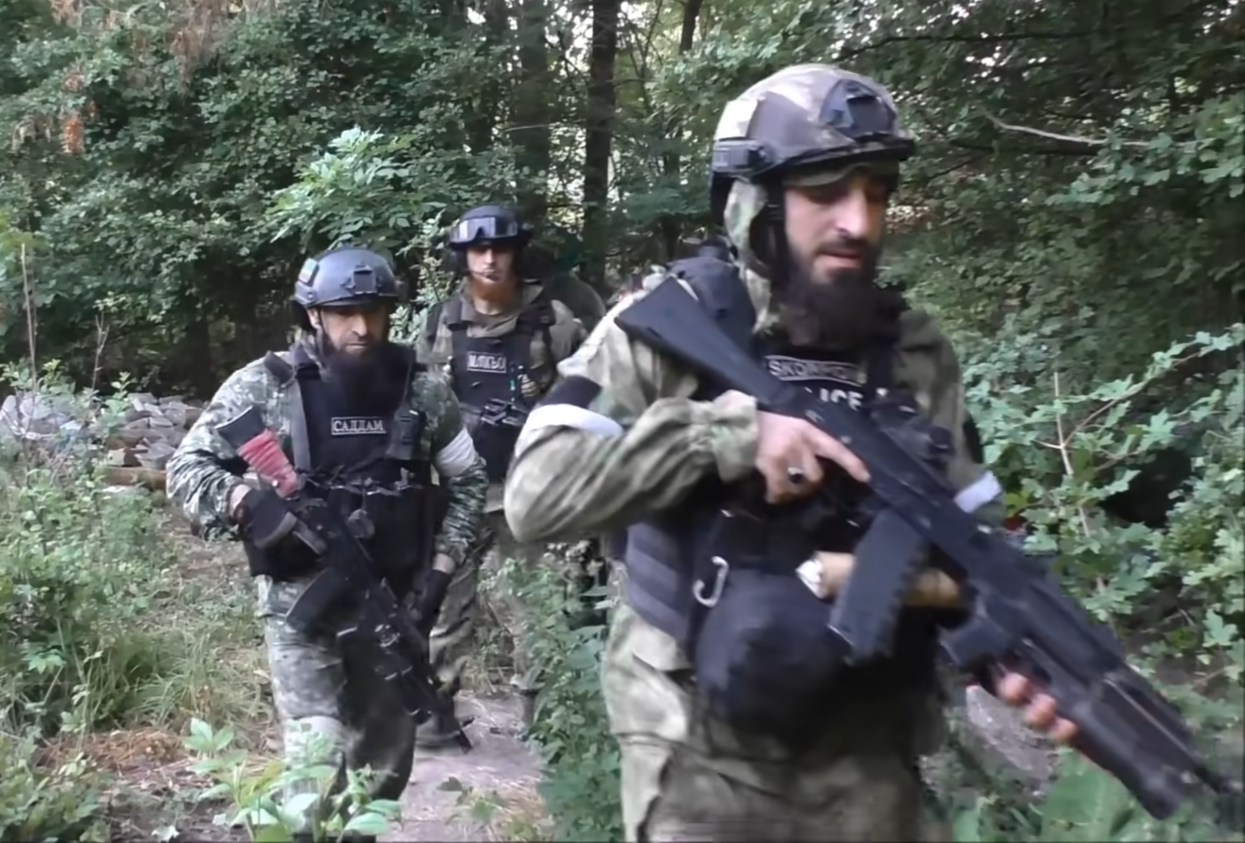
Kadyrowcy w Donbasie, czerwiec 2022

W 2022 roku pułk wziął udział w rosyjskiej inwazji na Ukrainę.
Pułk brał udział w walkach o lotnisko Antonowa w pobliżu miasta Hostomel. 26 lutego 2022 roku źródła ukraińskie podały informację, zgodnie z którą „Siły Zbrojne Ukrainy przykryły ostrzałem artyleryjskim kolumnę kadyrowców pod Hostomlem – zlikwidowano Magomieda Tuszajewa, dowódcę 141 Specjalnego Pułku Zmotoryzowanego Gwardii Kadyrowa”. Później Szef Republiki Czeczeńskiej R. Kadyrow zdementował wieści o śmierci M. Tuszajewa; rozpowszechniano również wideo, w którym mężczyzna podający się za Tuszajewa, w odpowiedzi na informacje o jego śmierci stwierdził: „Jestem Magomied Tuszajew. Jestem tym, którego «tchórzliwe króliki» w internecie nazywają martwym. Jeśli jesteś mężczyzną, powiedz mi, gdzie jesteś”. Autentyczność nagrania była jednak kwestionowana.
4 kwietnia 2022 Ołeksij Arestowycz, doradca Szefa Kancelarii Prezydenta Ukrainy, poinformował, że żołnierze pułku brali udział w masakrach ludności cywilnej w mieście Bucza.
Ze względu na zwyczaj umieszczania przez kadyrowców na Tik-Toku lub w innych serwisach społecznościowych zainscenizowanych filmików, na których ostrzeliwują i szturmują puste budynki, piwnice lub krzaki, określani są ironicznie „tiktokową armią”, „tiktokowym wojskiem” lub „tiktokowymi oddziałami”.

## Godło pułku
Godło jednostki wojskowej 4156 to trójkątna tarcza ze złotą obwódką, wydłużona ku dołowi. W bordowym polu tarczy znajduje się złota historyczna wieża Wajnachów i wieża wiertnicza, obie spoczywające na złotej podstawie, a pomiędzy nimi okrągła tarcza ze złotą obwódką, za którą umieszczony jest pionowo złoty miecz rękojeścią do góry oraz dwie złote strzały skrzyżowane ukośnie grotami do góry. W zielonym polu okrągłej tarczy na szkarłatnej postawie ze srebrnym pasem (barwy narodowe Czeczenii), znajduje się srebrny meczet z błękitnym dachem i kopułami, na głównej kopule złota iglica zwieńczona półksiężycem i dwie pary srebrnych minaretów z lazurowymi kopułkami ze złotymi zwieńczeniami; meczet i minarety stoją na srebrnej podstawie w formie trzech stopni. Na górnej krawędzi tarczy spoczywa złoty znak heraldyczny – rosyjski dwugłowy orzeł ze skrzyżowanymi mieczami w szponach, godło Wojsk Gwardii Narodowej Federacji Rosyjskiej. Po bokach tarczy w formie filarów stoją srebrne sztylety ze złotymi rękojeściami skierowane ostrzem ku górze, przeplatane bordową wstęgą, złączoną na dole, gdzie pod tarczą herbową widnieje na niej napis po rosyjsku, zapisany złotymi literami: „Imienia Bohatera Rosji A. A. Kadyrowa”.
Godło zostało zatwierdzone zarządzeniem Federalnej Służby Wojsk Gwardii Narodowej Federacji Rosyjskiej z dnia 15 października 2020 roku nr 405.